# Stanley Schachter
Stanley Schachter (Flushing, 15 aprile 1922 – East Hampton, 7 giugno 1997) è stato uno psicologo statunitense.
È considerato il padre della teoria cognitivo-attivazionale delle emozioni, detta anche "teoria dei due fattori" o "teoria del jukebox emotivo".
Egli concepì l'emozione come la risultante dell'interazione fra due componenti distinti: una fisiologica ed una psicologica. Interazione necessaria, ma non comunque sufficiente a generare un'emozione.
L'emozione, secondo la teoria di Schachter, è infatti la risultante dell'arousal (ovvero dello stato di attivazione psicofisiologica) e di due atti cognitivi distinti: uno che riguarda la percezione e il riconoscimento della situazione emotigena; l'altro che stabilisce la connessione fra questo atto cognitivo e l'arousal stesso.
In questo modo, il sistema cognitivo può "interpretare", in base a diversi schemi, il significato funzionale dell'arousal fisiologico autopercepito.
Schachter distingue due modalità con cui l'emozione può avere origine: 
- abituale, in cui la valutazione della situazione è rapida, è un fenomeno post-cognitivo e il soggetto è consapevole soltanto dello stato emotivo risultante.
- atipica, in cui l'arousal non è spiegato dalla situazione, come ad esempio nel caso di assunzione di farmaci.